# Буторята
Буторя́та (рос. Буторята) — присілок у складі Шабалінського району Кіровської області, Росія. Входить до складу Черновського сільського поселення.
Населення становить 27 осіб (2010, 47 у 2002).
Національний склад станом на 2002 рік — росіяни 96 %.